# Felix Falk

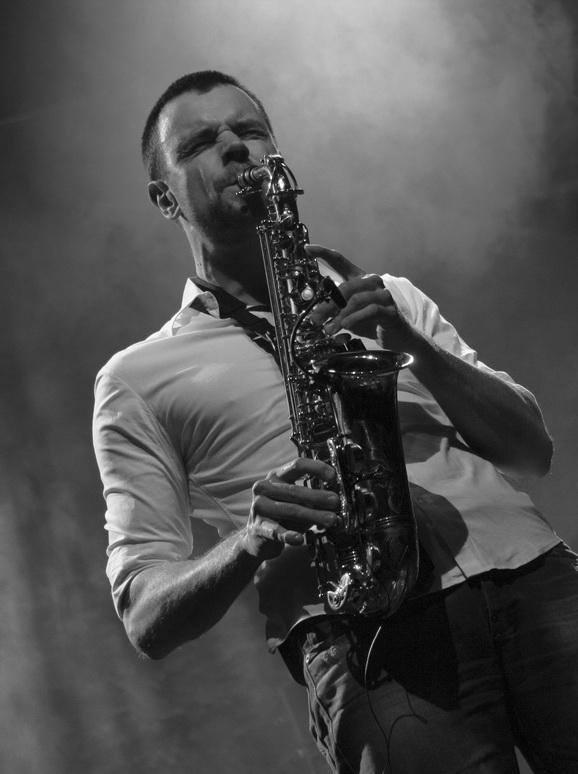
Felix Falk auf dem Jazzfestival St. Ingbert

Felix Falk (* 31. Juli 1979 in Wismar) ist Geschäftsführer des Game-Verbandes, der Interessenvertretung der Videospiel-Industrie in Deutschland. Nebenberuflich ist er deutscher Jazzmusiker (Saxophon, Perkussion) und Komponist.

## Leben
Falk studierte in Berlin und Liverpool Musik- und Politikwissenschaft. Von 2004 an leitete er das Büro des Vorsitzenden des Ausschusses für Kultur und Medien im Deutschen Bundestag.  2002 gründete er die Jazz-Funk-Band SahneFunk, die sich 2005 in Mo’ Blow umbenannte. 2008 brachte die Gruppe die CD Funkatristic auf dem Label Neuklang heraus; Falk zeichnete dabei für die Kompositionen verantwortlich und produzierte das Album. 2011 erschien die CD For those about to Funk bei ACT; sie wurde von Nils Landgren produziert. 2013 folgte das Album Gimme the Boots beim gleichen Label sowie 2016 das Album Live in Berlin. Nach einem Abschiedskonzert am 22. Oktober 2016 löste sich die Gruppe auf.
Als Gastmusiker wirkte Falk bei unterschiedlichen Produktionen anderer Bands mit. Dazu zählt u. a. das Album Das Gezeichnete Ich des gleichnamigen Künstlers. Falk ist als Bestandteil der Ninja Horns auf dem Album Schiffsverkehr von Herbert Grönemeyer vertreten, zeichnete zusätzlich für die Komposition der Bläsersätze verantwortlich und trat auf der anschließenden Tournee auf. Er ist ebenfalls auf der Live-DVD vertreten.
Konzertreisen führten den Saxophonisten durch Deutschland, Belgien, England, Österreich, Malaysia, China, Tschechien, Kroatien, Litauen, Polen, Russland, Dänemark, Slowakei, Norwegen, Finnland, Schweiz, Lettland, Luxemburg, Südkorea, Ukraine und Frankreich. Mit der Band erhielt Falk mehrere Preise. Er arbeitete mit Musikern wie David Friedman, Blake Worell, Michael Schiefel, Ron Spielman, Nils Wülker oder Gunter Hampel.
Falk war Mitinitiator der 2012 erfolgten Neugründung der Union Deutscher Jazzmusiker und ist seitdem ihr stellvertretender Vorsitzender. Zudem war er von 2009 bis 2023 einer der Sprecher der Bundeskonferenz Jazz. Für sein Engagement erhielt er 2016 den Ehrenpreis des WDR. Seit 2016 ist er im Vorstand des vom Deutschen Bundestag initiierten Musikfonds.
Seit 2009 war Falk Geschäftsführer der Unterhaltungssoftware Selbstkontrolle (USK). Ab Februar 2017 wechselte er als Geschäftsführer zum GAME Bundesverband der deutschen Games-Branche. Durch Fusion mit dem Bundesverband Interaktive Unterhaltungssoftware (BIU) entstand daraus Game – Verband der deutschen Games-Branche, dessen Geschäftsführer Falk seit dem 1. März 2018 ist.

## Auszeichnungen
- 1999: Gewinner des Orchesterwettbewerbs Big Band (Land Berlin) als Mitglied der „Big Swinging Group“
- 2008: Jazz&Blues Award Berlin (Erster Publikumspreis sowie Förderpreis der Jury)
- 2011: Future Sound Award (Wettbewerb der Leverkusener Jazztage)
- 2011: Jazz am See Award
- 2012: Miles Award (Jazzrock TV)
- 2014: LARA of Honor 2014 als einer der Leiter der USK aus 20 Jahren
- 2016: WDR Jazzpreis (Ehrenpreis)

## Diskografie
- siehe Mo’ Blow#Diskografie

## Publikationen
- Elektrisierender Sound – Das künstliche Sprachrohr der populären Musik. In: Wolfgang Kabus (Hrsg.): Popularmusik und Kirche. Lang, Frankfurt am Main 2008.
- New Electric Ride – Der Einfluss von technischer Entwicklung auf populäre Musik im Kontext der Live-Darbietung bezogen auf die Zeit der Elektrifizierung anhand der Beispiele Lautsprecher, Mikrophon und E-Gitarre. Grin, München 2008.
- Olaf Zimmermann/Felix Falk [Hrsg.]: Handbuch Games-Kultur. Deutscher Kulturrat, Berlin 2020.
- Christian-Henner Hentsch/Felix Falk [Hrsg.]: Games und Recht. Nomos, Baden-Baden 2023